# Mary Jeanne Kreek
Pour les articles homonymes, voir Kreek.
Mary Jeanne Kreek (née le 9 février 1937 à Washington et morte le 27 mars 2021,) est une neurobiologiste américaine spécialisée dans l'étude et le traitement de la toxicomanie. Elle est surtout connue pour son travail avec Vincent Dole et sa femme, le Dr Marie Nyswander, dans le développement d'un traitement de la dépendance à l'héroïne :  la méthadone.  

## Vie privée
Son père, Louis Francis Kreek, était examinateur en chef et membre du conseil d'administration de l'Office des brevets et des marques des États-Unis. Le 24 janvier 1970, elle épouse le Docteur Robert A. Schaefer.  

## Éducation
Mary Jeanne Kreek obtient un baccalauréat en chimie du Wellesley College en 1958 et en 1962, elle obtient son doctorat en médecine du Collège des médecins et chirurgiens de l'Université Columbia. 

## Carrière
Mary Jeanne Kreek obtient une bourse de recherche en gastroentérologie au Centre médical Cornell de l'hôpital de New York après avoir obtenu son doctorat en médecine. Elle enseigne la médecine au Cornell Medical College. 
À partir de novembre 2015, elle est professeure titulaire, professeure Patrick E. et Beatrice M. Haggerty, et directrice du laboratoire de biologie des maladies provoquant une dépendance à l'Université Rockefeller.
En 2000, Mary Jeanne Kreek est nommée membre de l'Académie des sciences de New York. En 2004, elle reçoit la médaille d'or des anciens élèves du Collège des médecins et chirurgiens de l'Université de Columbia pour son « excellence en médecine tout au long de la vie ». En 2014, Mary Jeanne Kreek reçoit un prix d'excellence pour l'ensemble de ses réalisations du National Institute on Drug Addiction.